# Juan José Cortina
Juan José Cortina, auch bekannt unter dem Spitznamen Lico, war ein  mexikanischer Fußballspieler auf der Position eines Verteidigers. 

## Leben
Nach seinem Auslandsstudium, während dessen er erstmals mit dem Fußballsport in Berührung gekommen war, gründete Cortina im August 1916 zusammen mit einigen anderen Enthusiasten aus den höheren Kreisen der Region Guadalajara einen Fußballverein, dessen Name Atlas auf seinen Vorschlag zurückging.
Bei Atlas spielte er bis zur Teilnahme am Campeonato del Centenario im Jahr 1921. Bei diesem Turnier wurden die Verantwortlichen des  Club Asturias auf Cortina aufmerksam und holten ihn in die Hauptstadt, wo er in der Saison 1922/23 mit den Asturianos den Meistertitel gewann.
Seinen Verdiensten um die Gründung des Club Atlas Rechnung tragend, wurde im Jahr 1993 vom Verein ein bisher mehrfach veranstaltetes Turnier ins Leben gerufen, das seinen Namen trägt.

## Erfolge
- Mexikanischer Meister: 1922/23 (mit Asturias)